# 베타글루칸
베타글루칸(Beta-glucan, β-Glucans)은 곡류, 세균, 균계의 세포벽에 자연적으로 발생하는 β-D-글루코스 다당류 그룹을 구성하며 원천에 의존하는 상당히 상이한 물리화학적 특성을 지닌다. 보통 베타글루칸은 1-3 베타글리코사이드 결합과 선형 근간(linear backbone)을 형성하지만 분자 질량, 용해도, 점성, 분기 구조, 젤화(겔화) 특성에 따라 다양하며 이로 인해 동물에 다양한 다양한 생리적 효과를 가져다준다.
하루에 적어도 3그램을 섭취하는 기준으로 귀리 섬유 베타글루칸은 LDL 콜레스테롤의 혈중 농도를 낮춰주므로 심혈관계 질환의 위험을 줄일 수 있다. 베타글루칸은 다양한 영양보조물질과 화장품의 텍스처제로서, 또 식이 섬유 보충제로서 사용된다.

## 같이 보기
- 프리바이오틱스